# (4422) Jarre
Pour les articles homonymes, voir Jarre.
(4422) Jarre est un astéroïde de la ceinture principale.

## Description
(4422) Jarre est un astéroïde de la ceinture principale, découvert par Louis Boyer à Alger le 17 octobre 1942.
Il reçut lors de sa découverte la numérotation provisoire 1942 UA. Ce n'est que lorsque le Centre des planètes mineures lui donna sa numérotation définitive 4422 en 1990 que son directeur adjoint, Gareth V. Williams, amateur de la musique de Jean-Michel Jarre, lui attribua ce nom et le dédia aux deux musiciens Jean Michel Jarre et son père Maurice Jarre.